# Johannes Eklund
Johannes Emanuel Eklund, född 2 maj 1890 i Frykeruds församling, död 1954, var en svensk präst och författare.

## Biografi
Eklund var son till kapellpredikanten Johan Erik Eklund och Ida Sofia Olsson. Eklund studerade teologi i Uppsala, blev teologie kandidat 1914, prästvigdes samma år och utnämndes till kontraktsadjunkt vid Lappmarkens tredje kontrakt. Han fick samma position i Norrbottens norra kontrakt 1915, var järnvägspräst 1917–1919, var tillfällig komminister i Jukkasjärvi församling 1919, blev kyrkoherde i Jukkasjärvi 1921, blev filosofie kandidat 1928 och blev kontraktsprost i Lappmarkens tredje kontrakt 1932. Eklund var även författare och skrev både böcker och tidningsartiklar. Han skrev även en samisk ordlista till Karl Bernhard Wiklunds lärobok.
Eklund var sedan 1922 gift med Vilma Johanna Finnberg, med vilken han hade tre barn.